# 山形県警察
山形県警察（やまがたけんけいさつ、英称：Yamagata Prefectural Police）は、山形県が設置した警察組織。山形県警と略称する。山形県公安委員会の管理を受け、給与支払者は山形県知事である。警察法上、警察庁の東北管区警察局の監督を受ける。

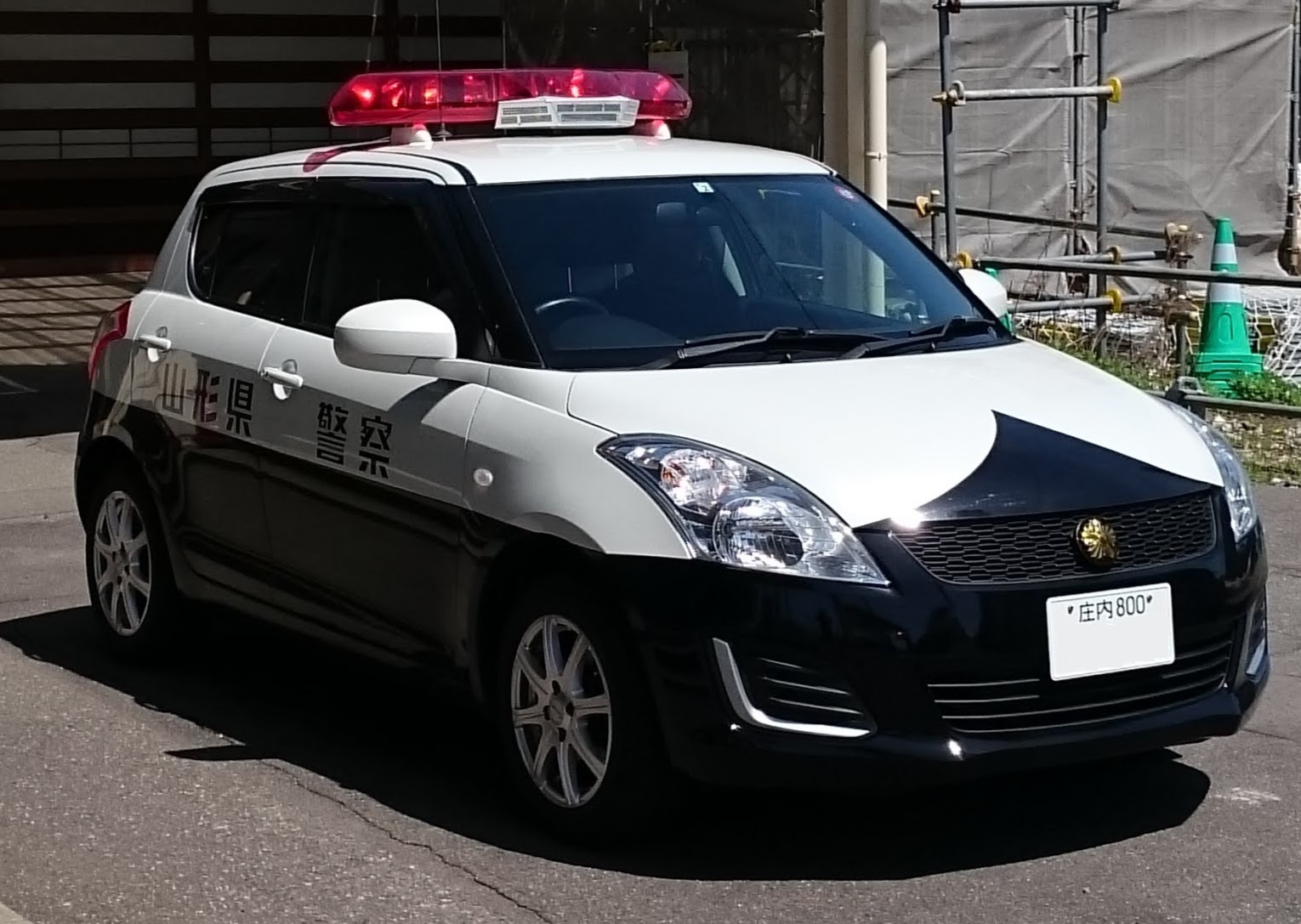
酒田警察署に所属する捜査車両

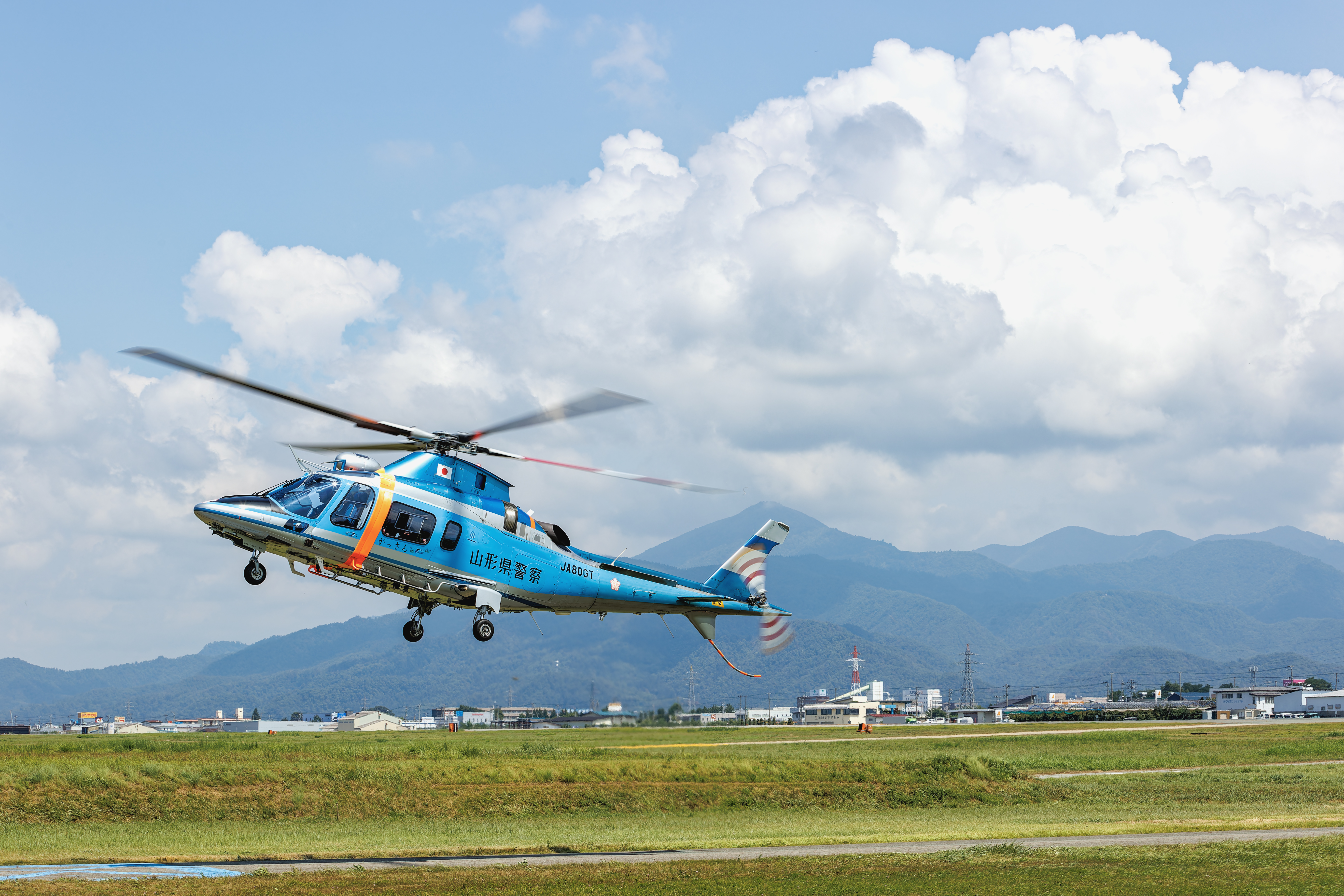
航空隊のA109E がっさん

## 沿革
- 1948年（昭和23年）3月7日 - 旧警察法施行に伴い、山形県警察部が廃止され、国家地方警察山形県本部と、山形市警察などの自治体警察に分割される。
- 1954年（昭和29年）7月1日 - 新警察法施行に伴い、山形県警察に再編成される。
- 1962年（昭和37年）4月 山形県警音楽隊発足。2008年現在、隊員は290名。
- 1988年（昭和63年）4月2日 山形空港に警察ヘリ「がっさん」を配備。型式は、「ベル206L-3」
- 1994年（平成6年）1月 山形県警察マスコットキャラクター「カモンくん」登場。
- 2003年（平成15年）4月 交通事故自動記録装置を県内初設置。
- 2008年（平成20年）
  - 2月 山形空港に、2機目となる「がっさん2号」を配備。型式は、「アグスタ A109E」。ベル型は1年間併用後廃止。
  - 4月 犯罪被害者1人につき、無利子で上限30万円を貸し付ける制度を全国で初めて開始。
- 2010年（平成22年）9月 2004年度から2008年度の5年間にわたり業者に架空発注するなどし、約5,000万円の不正経理を行っていたことが発覚。

## 本部組織
- 警務部
  - 総務企画課
    - 公安委員会補佐室
    - 取り調べ監督室

  - 広報相談課
    - 警察安全相談室
    - 音楽隊

  - 留置管理課
  - 会計課
    - 監査室

  - 警務課
    - 犯罪被害者対策室

  - 人材育成課
  - 監察課
  - 厚生課
  - 情報管理課
    - 照会センター

- 生活安全部
  - 生活安全企画課
    - ストーカー対策室
    - 子ども・女性対策係

  - 地域課
    - 鉄道警察隊
      - 山形方面隊
      - 酒田方面隊

  - 通信司令課
  - 少年課
    - 少年サポートセンター

  - 生活環境課
  - サイバー犯罪対策課

- 刑事部
  - 刑事企画課
  - 捜査第一課
  - 捜査第二課
    - 広域知能犯係(振り込め詐欺等の捜査を専門に担当)

  - 組織犯罪対策課
  - 鑑識課
    - 機動鑑識隊

  - 科学捜査研究所
  - 機動捜査隊
    - 中央方面隊
    - 庄内方面隊
    - 広域機動捜査班

- 交通部
  - 交通企画課
  - 交通規制課
    - 交通管制センター

  - 交通指導課
    - 交通反則通告センター

  - 交通運転免許課
    - 免許更新などを行う「山形県総合交通安全センター」は天童市にある。

  - 交通機動隊
    - 庄内分駐隊

  - 高速道路交通警察隊
    - 鶴岡分駐隊
    - 米沢分駐隊

- 警備部
  - 警備第一課
  - 警備第二課
    - 警衛・警護室
    - 航空隊

  - 機動隊
    - 庄内分駐隊

- 警察学校

職員数は2350名（2021年度）。

## 警察署
警察署数は14。※警察車両のナンバー地名表記は鶴岡・庄内・酒田の3署配置車が「庄内」、それ以外の署配置車は「山形」となる。
| ※    | 地域 | 警察署名称   | 所在地                   | 管轄区域                                                                 |
| ---- | ---- | ------------ | ------------------------ | ------------------------------------------------------------------------ |
| 山形 | 村山 | 山形警察署   | 山形市松山一丁目         | 山形市・東村山郡の山辺町・中山町                                         |
| 山形 | 村山 | 上山警察署   | 上山市矢来三丁目         | 上山市                                                                   |
| 山形 | 村山 | 天童警察署   | 天童市糠塚二丁目         | 天童市                                                                   |
| 山形 | 村山 | 寒河江警察署 | 寒河江市大字西根字上川原 | 寒河江市・西村山郡の河北町・西川町・朝日町・大江町                       |
| 山形 | 村山 | 村山警察署   | 村山市中央一丁目         | 村山市・東根市                                                           |
| 山形 | 村山 | 尾花沢警察署 | 尾花沢市北町一丁目       | 尾花沢市・北村山郡大石田町                                               |
| 山形 | 最上 | 新庄警察署   | 新庄市大字松本           | 新庄市・最上郡の金山町・舟形町・最上町・真室川町・大蔵村・戸沢村・鮭川村 |
| 山形 | 置賜 | 米沢警察署   | 米沢市城北二丁目         | 米沢市・東置賜郡川西町                                                   |
| 山形 | 置賜 | 南陽警察署   | 南陽市椚塚               | 南陽市・東置賜郡高畠町                                                   |
| 山形 | 置賜 | 長井警察署   | 長井市小出               | 長井市・西置賜郡の白鷹町・飯豊町                                         |
| 山形 | 置賜 | 小国警察署   | 小国町大字小国小坂町     | 西置賜郡小国町                                                           |
| 庄内 | 庄内 | 鶴岡警察署   | 鶴岡市道形町             | 鶴岡市・東田川郡三川町                                                   |
| 庄内 | 庄内 | 庄内警察署   | 庄内町余目字滑石         | 東田川郡庄内町                                                           |
| 庄内 | 庄内 | 酒田警察署   | 酒田市上安町一丁目       | 酒田市・飽海郡遊佐町                                                     |

## 警備艇
- 酒田港に配備され、名前は「はぐろ」。
- 酒田警察署が運用している。
- 全長18.5m、幅4.2m、約19t、時速70km。
- 平常時の管轄範囲は、庄内海岸130km北は三崎から南は鼠ヶ関までの範囲。
- 2016年4月1日現在、1隻のみ。

## 警察歌
- 「山形県警察歌」[1]
  - 作詞：小笠原武五郎
  - 作曲：斎藤次郎

国警山形県本部時代の1947年（昭和22年）5月に制定したものを継続使用。

## 主な事件・事故・不祥事
- 1992年（平成4年）1月26日　べにばな国体の開会式で天皇に発炎筒を投げつける事件
- 1993年（平成5年）1月13日　新庄市市立明倫中学校で男子生徒が円筒状のマット内で死亡（山形マット死事件）
- 2005年（平成17年）12月25日　庄内町のJR東日本羽越本線で特急「いなほ」脱線転覆（JR羽越本線脱線事故）
- 2006年（平成18年）
  - 2月 生活安全部の男性警部補を銃砲刀剣類所持等取締法違反（所持の禁止）の疑いで書類送検。改造エアガンを所持。
  - 5月7日 西置賜郡飯豊町で発生した一家3人殺傷事件（山形一家3人殺傷事件）
  - 8月15日 鶴岡市衆議院議員加藤紘一事務所及び実家放火事件（加藤紘一宅放火事件）
- 2007年（平成19年）
  - 3月 新庄警察署の男性警部補を、窃盗容疑で逮捕。124万円入りのバックをひったくった。
  - 5月 新庄警察署の男性巡査部長が新庄市内の民家に侵入し、所属長訓戒処分を受けた。
- 2008年（平成20年）
  - 4月 生活安全部地域課通信司令室の男性警部補を、道路交通法違反（酒酔い運転）で逮捕。交通安全県民運動の期間中だった。
  - 9月 鶴岡警察署の男性巡査部長が自分で担当した調書を無断で訂正。監察課が、虚偽有印公文書作成の疑いで調査。
- 2009年（平成21年）
  - 5月 警備部警備第二課の男性警部補が、道交法違反（酒気帯び運転、事故不申告）で逮捕。山形市内で自家用車を酒気帯びで運転し、標識に衝突し損壊させたが、事故を警察に報告しなかった。懲戒免職処分。
  - 7月 山形警察署交番勤務の男性巡査長を、道交法違反（酒気帯び運転）で逮捕。帰宅途中に、駐車中の乗用車のドアミラーに接触しそのまま逃走。懲戒免職処分。
  - 8月 酒田警察署駐在所勤務の男性巡査部長を、道交法違反（酒気帯び運転）で逮捕。酒田市内で発生した10棟が全半焼する民家火災で全署員非常招集を受け、酒田市内にある駐在所兼自宅から酒田警察署まで酒気帯びでパトカーを運転した。停職6か月の懲戒処分。なお、内規によれば非番の際飲酒し非常招集を受けた場合には、タクシーなどで警察署に来ることになっている。
- 2013年（平成25年）
  - 5月12日 長井警察署において、白鷹町在住の78歳の男性が、交通事故の事情聴取を受けた後、一旦署から出たものの再び戻ってきて、署員らを叩くなどしたため、署員らは男性の体を押さえ付けたり、自殺を防ぐため割り箸を口に押し当てたりしたが、男性はこの際に口から出血し、署では救急車を呼んで男性を病院に運ばせたが、男性は翌13日朝になって死亡した[2]。
- 2019年（平成31年・令和元年）
  - 12月9日 山形警察署交通官の男性警視（49歳）が山形市七日町のデパート「大沼山形本店」カニ缶など5点（約1万3千円相当）を盗もうとしているのを警備員が気づいて後を付け、外に出た際に声を掛けたが逃走。他の通行人と一緒に現行犯逮捕し、110番通報で駆けつけた山形警察署員に引き渡された。男性警視は当日午前中に交通講話を行った後だった[3]。、2018年4月ごろから約20件の万引きを常習的に繰り返し、一部をネットオークションで売却したと供述していることが12月27日、分かった。県警は同日、男性警視を停職1ヵ月の懲戒処分とした。男性警視は同日付で依願退職[4]。
- 2020年（令和2年）
  - 5月27日 飲食店で巡査部長と警部補の30代男性3人が後輩警察官のグラスに一万円札とポイントカードを入れ酒を飲ませたり、この後輩を含む2人の服を脱がせ、背中などを平手で数回叩くなどした強要や暴行の疑いで3人を書類送検。停職1ヶ月などの処分[5][6]。
  - 7月6日 - 後輩を殴るなどのパワハラをしたとして暴行の罪で山形地方検察庁に略式起訴されていた男性巡査部長（36歳）に対し、山形簡易裁判所は7月6日付で罰金10万円の略式命令を出した。山形地方検察庁などによると、巡査部長は2020年2月21日午後9時20～50分ごろの間、村山市内の飲食店などで、後輩の胸ぐらをつかみ頭を数回殴った上、足払いを掛けて転倒させたとしている[7]。
  - 7月13日 - 寒河江警察署地域課に所属する交番勤務の男性巡査（20歳）が、2020年4月下旬に山形市内で知人の男性から若干量の乾燥大麻を有償で譲り受けたとして、県警は男性巡査を大麻取締法違反（有償譲り受け）の疑いで逮捕[8][7]。7月31日、山形地方検察庁は男性巡査を起訴。同日県警は男性巡査を懲戒免職処分とした[9]。
  - 12月5日（報道） - 置賜地方にある警察署勤務の男性巡査長が、2018～19年の交通違反事件について補充捜査せず、検察庁に迅速に送るべき書類をキャビネットに入れたままにしていたという。上司にも捜査の進捗状況について事実と異なる説明をしていた。2020年3月に外部からの指摘で発覚。男性巡査長は所属長訓戒の処分。巡査長の上司だった警部が本部長注意、警部補2人も所属長注意を受けた[10]。
- 2021年（令和3年）
  - 9月7日 部下に自分の交通違反の切符処理をしないよう依頼するなどしたとして、当時小国警察署に勤務していた男性警部を犯人隠避教唆と別の無免許運転の疑いで、違反切符を交付しなかった男性警部補2人と男性巡査長の3人も犯人隠避容疑で書類送検した。2019年6月11日午後11時頃、運転する捜査車両で追い越し禁止違反をした際、取り締まりに当たっていた警部補と巡査長による切符処理を免れるため、署で当直責任者だった別の警部補に電話で違反をもみ消すよう依頼をした疑い。警部補らは共謀し、切符処理を行わないまま警部を立ち去らせたという。2021年3月19日には免許失効に気付いていたにもかかわらず、山形県内の国道で乗用車を運転した疑い。警部は3月19日～4月5日の間、無免許運転などの発覚を恐れて無断欠勤していた。同日、県警は警部を停職6か月、男性警部補2人を減給10％（1か月）の懲戒処分、代男性巡査長は所属長訓戒とした。警部は同日、依願退職した[11][12]。2022年2月10日、山形地方裁判所は元警部に懲役1年、執行猶予3年の判決を言い渡した[13]。
- 2022年（令和4年）
  - 10月 20代の男性巡査部長が警察車両を運転中、スマートフォンを操作していてガードレールに接触した。しかし、その後当て逃げされたと虚偽の説明をした。県警は12月に巡査部長を所属長訓戒処分とした。同月29日付で偽計業務妨害と道路交通法違反の罪で巡査部長を山形区検察庁が略式起訴し、山形簡易裁判所が罰金40万円の略式命令を出した[14]。
- 2023年（令和5年）
  - 4月28日 - 午後11時5分ごろ、新庄警察署真室川駐在所で30代の男性巡査長が誤って拳銃の引き金を引き、実弾1発を発射した。同居する妻がかすり傷を負った。巡査長は当時、酒に酔っていたとみられる[15][16]。7月7日、県警は巡査長を銃刀法違反と業務上過失傷害の疑いで書類送検し、停職6カ月の懲戒処分にした。巡査長は同日付で依願退職した[16]。11月8日、山形地裁は、元巡査長に対し銃刀法違反（加重所持）と業務上過失傷害の罪で懲役2年、執行猶予3年の判決を言い渡した[17]。
- 2024年（令和6年）
  - 7月25日 - 記録的大雨に見舞われた新庄市本合海の住民の救助に向かった新庄署員のパトカーが流され、乗っていた警察官2人が殉職した[18]。うち1人の遺族は、県警が水害時の安全配慮義務を怠ったなどとして、県に対し慰謝料など約3160万円を求める訴えを起こした[19][20]。